# Russ Hamilton (pokerspeler)
Russ Hamilton (Detroit, 1948) is een professionele pokerspeler uit de Verenigde Staten. In 1994 werd hij wereldkampioen door het Main Event van de World Series of Poker te winnen. Hij won daarbij $1.000.000 plus zijn eigen gewicht in zilver.
Kort daarop volgend werd hij adviseur bij de online pokersite Ultimate Bet. In 2008 hield de Kahnawake Gaming Commission Hamilton hem grotendeels verantwoordelijk voor het valsspelen op Ultimate Bet. Hij zou hierbij $6.100.000 hebben winst gemaakt door middel van software die hem instaat stelde om de kaarten van de tegenstanders te zien. Ultimate Bet gaf uiteindelijk $21.000.000 terug aan gedupeerde pokerspelers.

## World Series of Poker bracelets
| Jaar | Toernooi                 | Prijs      |
| ---- | ------------------------ | ---------- |
| 1994 | $10.000 No Limit Hold'em | $1.000.000 |